# Noor-ul-Haq Qadri
Noor-ul-Haq Qadri (en urdu: نور الحق قادری; Distrito de Jaiber, 14 de noviembre de 1970) es un político pakistaní, quién desde el 20 de agosto de 2018 ejerce como Ministro de Asuntos Religiosos y Armonía entre Credos. También es miembro de la Asamblea Nacional de Pakistán desde agosto de 2018, cargo que ya había ejercido previamente entre 2002 y 2013.

## Vida privada
Qadri posee un doctorado en filosofía.
Es musulmán suní, y pertenece a la escuela de pensamiento barelvi. Es una destacada figura religiosa en la localidad de Landi Kotal y tiene un gran número de seguidores. Su hermano Hafiz Abdul Malik, también es un político, quién ha llegado a ocupar el cargo de senador.

## Carrera política
En las elecciones generales de 2002, Qadri fue elegido miembro de la Asamblea Nacional de Pakistán por el distrito NA-45 (Área Tribal X). Obtuvo 9121 votos, derrotando al candidato independiente, Ajab Khan Afridi. Se dice que durante la presidencia de Pervez Musharraf, Qadri ejerció como Ministro de Asuntos Religiosos en el gabinete federal
En las elecciones generales de 2008, fue reelegido en el mismo distrito, como candidato independiente. En esta ocasión, recibió 13 876 votos, derrotando al candidato independiente Mohammad Ibrahim Koki Khel. En noviembre de 2008, fue incorporado al gabinete federal del Primer ministro Yousaf Raza Gillani, y fue designado Ministro por Zakat y Ushr, cuyo cargo ejerció hasta diciembre de 2010. Entre diciembre de 2010 y febrero de 2011, fue Ministro sin cartera.
En las elecciones generales de 2013, Qadri volvió a postularse para un tercer período en el mismo distrito, pero fue derrotado. Obtuvo 20 181, y fue derrotado por su rival, Alhaj Shah Jee Gul Afridi.
En noviembre de 2017, Qadri empezó a militar en el partido político Movimiento por la Justicia de Pakistán (PTI).
En las elecciones generales de 2018, Qadri volvió a ser elegido miembro de la Asamblea Nacional, esta vez representando al distrito NA-43 (Área Tribal IV). Obtuvo 33 243 votos, derrotando a Alhaj Shah Jee Gul Afridi.
El 18 de agosto de 2018, el Primer ministro Imran Khan anunció formalmente su gabinete federal, en donde designó a Qadri como Ministro de Asuntos Religiosos y Armonía entre Credos, cuyo cargo ejerce desde el 20 de agosto de ese año hasta la actualidad.